# Alboscia ornata
Alboscia ornata är en kräftdjursart som beskrevs av Paulo Agostinho de Matos Araujo 1999. Alboscia ornata ingår i släktet Alboscia och familjen Philosciidae. Inga underarter finns listade i Catalogue of Life.